# Доктор Дулиттл 4
Доктор Дулиттл 4 (англ. Dr. Dolittle: Tail to the Chief, дословно Доктор Дулиттл: Хвост вождя) — американский комедийный фильм 2008 года, снятый Крейгом Шапиро. В главных ролях остались Кайла Прэтт и Норм Макдональд. Как и его предшественник, Доктор Дулиттл 3 в 2006 году, он был выпущен прямо на DVD 4 марта 2008 года. Это четвёртый фильм из серии «Доктор Дулиттл» и второй фильм в этой серии, в котором Эдди Мёрфи не играет доктора Дулиттла, или Рэйвен-Симоне в роли Чарис Дулиттл, хотя доктор Дулиттл (но не Чарис Дулиттл) упоминается в фильме. Фильм получил в основном негативные отзывы, которые не изменились, по сравнению с прошлым фильмом.

## Сюжет
Майя Дулиттл — девушка, умеющая разговаривать с животными; то же самое можно сказать и о её старшей сестре Чариссе Дулиттл и отце Джоне Дулиттле. Джон уезжает в экспедиции на животных, а Чарис учится в колледже. Когда президент просит его помочь с президентской собакой и спасти африканский лес, Майя занимает место отца. У собаки Дейзи очень вспыльчивый характер, но после долгих хлопот они начинают ладить.
На ужине с принцем и принцессой королевства, в котором находится лес, все идёт хорошо, пока вдруг не становится хуже. С помощью животных Майя узнаёт, что вождь Дориан саботировал действия принца, чтобы вырубить лес и заработать миллионы. Его арестовывают, а лес спасают.

## В ролях
- Кайла Прэтт в роли Майи Дулиттл
- Питер Койот в роли президента Стерлинга
- Найл Мэттер в роли Коула Флетчера
- Элиза Гатьен в роли Кортни Стерлинг
- Малкольм Стюарт, как вождь Дориан
- Кристин Шателейн в роли Сельмы Диксон
- Карен Холнесс в роли Лизы Дулиттл

### Голосовой состав
- Норм Макдональд в роли Счастливчика (в титрах)[3]
- Дженнифер Кулидж в роли Дейзи
- Мэгги Марсон в роли Кролика
- Бенджамин Дискин в роли Муравьеда
- Грег Эллис, как Валлаби
- Ричард Кайнд в роли сурка
- Нолан Норт, как попугай
- Филип Проктор в роли пьяной обезьяны
- Диана Янез в роли шиншиллы

## Производство
За визуальными эффектами в фильме руководил бывший глава отдела анимации Industrial Light & Magic Уэс Такахаси. Предполагаемый бюджет фильма составляет около 6 000 000 долларов.

## Релиз
4 марта 2008 года на DVD был выпущен фильм «Доктор Дулиттл 4». Он занял 15-е место по количеству проданных копий на той неделе и стоил 26,98 доллара.

## Критика

### Критический ответ
Кинокритик Кевин Карр дал фильму две с половиной звезды из 5. Common Sense Media наградила его тремя звёздами из пяти. Слоан Фрир из Radio Times поставила ему 2 балла из 5 и назвала его «иногда забавной смесью резкого фарса, лёгкой подростковой тревоги и обычных упрощённых жизненных уроков».

## Продолжение
Спустя год, в 2009 году, вышел последний сиквел оригинальной серии, который называется Доктор Дулиттл 5.